# Microcreagris
Genre
Microcreagris est un genre de pseudoscorpions de la famille des Neobisiidae.

## Distribution
Les espèces de ce genre se rencontrent en Amérique du Nord et en Asie.

## Liste des espèces
Selon Pseudoscorpions of the World (version 3.0) :
- Microcreagris abnormis Turk, 1946
- Microcreagris atlantica Chamberlin, 1930
- Microcreagris birmanica Ellingsen, 1911
- Microcreagris californica (Banks, 1891)
- Microcreagris cingara Chamberlin, 1930
- Microcreagris ezoensis Morikawa, 1972
- Microcreagris formosana Ellingsen, 1912
- Microcreagris gigas Balzan, 1892
- Microcreagris grandis Muchmore, 1962
- Microcreagris herculea Beier, 1959
- Microcreagris hespera Chamberlin, 1930
- Microcreagris laurae Chamberlin, 1930
- Microcreagris luzonica Beier, 1931
- Microcreagris macropalpus Morikawa, 1955
- Microcreagris magna (Ewing, 1911)
- Microcreagris microdivergens Morikawa, 1955
- Microcreagris pseudoformosa Morikawa, 1955
- Microcreagris pusilla Beier, 1937
- Microcreagris sequoiae Chamberlin, 1930
- Microcreagris tacomensis (Ellingsen, 1909)
- Microcreagris thermophila Chamberlin, 1930
- † Microcreagris koellnerorum Schawaller, 1978

et décrite depuis :
- Microcreagris xikangensis Guo & Zhang, 2016

## Publication originale
- Balzan, 1892 : Voyage de M. E. Simon au Venezuela (Décembre 1887 - Avril 1888). 16e mémoire (1) Arachnides. Chernetes (Pseudoscorpiones). Annales de la Société Entomologique de France, vol. 60, p. 497-552 (texte intégral).